# دنیای منا
دنیای مُنا (دانمارکی: Monas verden) یک فیلم کمدی دانمارکی به کارگردانی یوناس المر است که در سال ۲۰۰۱ منتشر شد.

## بازیگران
- سیسه بابد کنوسن
- توماس بو لارسن
- نیکلاس برو
- کلاوس بوندام
- مدس میکلسن
- بیارنه هنریکسن
- یسپر اِسهولت